# 阿爾及利亞快運航空
阿爾及利亞快運航空是一間位於阿爾及利亞哈西邁薩烏德的貨運航空公司。成立於2002年及服裝國內石油勘探的航線。樞紐機場在Oued Irara Airport。

## 機隊
阿爾及利亞快運航空有以下機型(2007年3月)：
- 1架Let L-410
- 1架比奇1900
- 1架Let L-420

## 外部連結
- 官方網站

## 備註
1. 1 2  Flight International, Directory: World Airlines, p.56, 2007年3月27日